# Rubus dunnii
Rubus dunnii är en rosväxtart som beskrevs av Franklin Post Metcalf. Rubus dunnii ingår i släktet rubusar, och familjen rosväxter. Utöver nominatformen finns också underarten R. d. glabrescens.